# Рочестер (Висконсин)
Рочестер (енгл. Rochester) град је у америчкој савезној држави Висконсин.

## Демографија
По попису из 2010. године број становника је 3.682, што је 2.533 (220,5%) становника више него 2000. године.
| Група             | 2000.         | 2010.         |
| Белци             | 1.092 (95,0%) | 3.520 (95,6%) |
| Афроамериканци    | 1 (0,1%)      | 6 (0,2%)      |
| Азијати           | 2 (0,2%)      | 17 (0,5%)     |
| Хиспаноамериканци | 40 (3,5%)     | 103 (2,8%)    |
| Укупно            | 1.149         | 3.682         |